# Nordens Ark

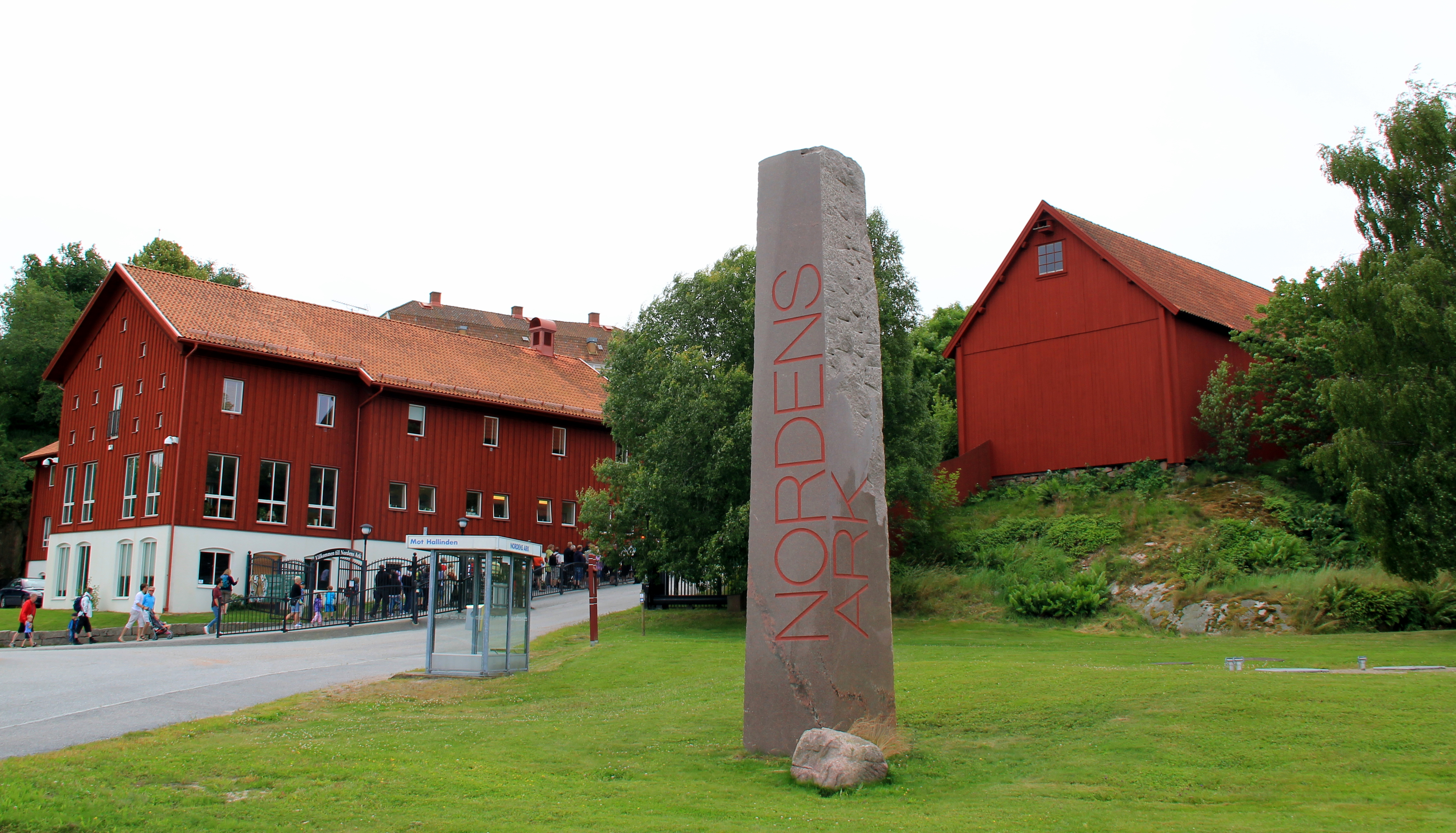
Eingangsbereich

Nordens Ark (schwedisch für „Arche des Nordens“) ist ein Tierpark in Sötenäs (Schweden), dessen Ziel es ist, seltene nordische Tierrassen zu schützen, zu züchten und wenn möglich wieder auszuwildern. Dabei können die Besucher Schneeleoparden, Uhus, Rentiere, Wölfe und viele andere Tiere nordischer Länder besuchen. Die Tiere leben in weitläufigen Gehegen mit üppiger Vegetation und Rückzugsmöglichkeiten für die Tiere.
Die Gesamtfläche des Parks beträgt ca. 120 ha, davon sind aber nur etwa 40 ha für Besucher zugänglich.

## Bauernhof
Seit einigen Jahren ist „Nordens Ark“ ein Bauernhof angegliedert. Im Bauernhof werden seltene Haustierrassen Skandinaviens und anderer nördlicher Landstriche unter ökologischen Bedingungen gehalten und gezüchtet.

## Lage
Der Tierpark „Nordens Ark“ und der zugehörige Bauernhof liegen in der westschwedischen Landschaft Bohuslän rund 100 km nördlich von Göteborg.